# Lauro Chiazzese
Lauro Chiazzese est un juriste, universitaire et homme politique italien, né le 6 août 1903 à Mazzarino et mort le 14 décembre 1957 à Palerme. Il a eu un rôle important dans l'enseignement du droit romain et le paysage politique sicilien après la Seconde Guerre mondiale.

## Biographie

### Origines et études
Lauro Chiazzese est né à Mazzarino en Sicile, où son père est magistrat. Comme lui, qui a fini sa carrière comme juge à la Cour suprême de cassation, Lauro Chiazzese étudie à partir de 1919 le droit à l'Université de Palerme, où il obtient son diplôme en 1924. Élève du juriste Salvatore Riccobono, il est devenu un spécialiste reconnu du droit romain, dans la lignée de la Scuola romanistica palermitana, à travers les publications de Nuovi orientamenti nella storia del Diritto romano (1930), Confronti testuali (1933) et Introduzione allo studio del diritto romano (1944).

### Carrière universitaire
Après avoir été assistant de Riccobono, Chiazzese a enseigné l'histoire du droit romain à l'Université de Gênes à partir de 1930 avant de revenir en Sicile comme professeur extraordinaire à l'université de Messine en 1933, puis à la chaire de droit romain de la faculté de Palerme en 1936.
Membre du Conseil supérieur de l'éducation, il est élu doyen de la faculté de droit de Palerme en 1948, puis recteur de l'université (1950-1957). Sous son mandat, il a modernisé les infrastructures universitaires et renforcé le rayonnement académique de l'institution par l'achat des terrains de la Viale delle Scienze, la création de la faculté d'éducation, celle d'architecture et de nombreuses autres chaires.
Il est membre du Centro per la cooperazione mediterranea , de la Société sicilienne pour l'histoire de la Patrie et du Centro di studi storico-archeologici 'Biagio Pace'.

### Carrière politique
En parallèle à sa carrière académique, Lauro Chiazzese s'interesse à la vie politique locale et nationale. Il appartient dans les années 1940 au Circolo dello Scopone, groupe clandestin d'intellectuels antifascistes palermitains réunis au domicile du juriste Giovanni Baviera, fréquenté entre autres par Bernardo Mattarella, Salvatore Aldisio, Franco Restivo, Enrico La Loggia et son fils, Giuseppe.
Avec une grande partie de ceux-ci, il participe à la naissance de la Démocratie chrétienne. Il siège à la Consulta Nazionale (1945-1946), se présente au Sénat en 1948 sans être élu, après quoi il est secrétaire régional de son parti. Intime et conseiller du président de région, Franco Restivo, il préside la Cassa di Risparmio.
Il est aussi président du Centre d'études philologiques et linguistiques siciliennes fondé en 1951 avec le soutien de la Région (Restivo, Mario Fasino et Antonio Buttitta lui succèdent), vice-président de la Société thermoélectrique sicilienne, président de l'Ente Siciliano di elettricità, de la Società cementerie et de l'institut régional de financements des industries siciliennes.

### Famille
Lauro Chiazzese est le père d’Irma et Marisa Chiazzese, qui ont épousé respectivement les frères Piersanti et Sergio Mattarella, figures politiques italiennes importantes.

## Héritage
Après sa mort en 1957, la Cassa di Risparmio crée une fondation portant son nom en faveur de la promotion de l'art et la culture en Sicile.

## Publications principales
- Introduzione allo studio del diritto romano privato: lezioni (1931)
- Confronti testuali. Contributi alla dottrina delle interpolazioni giustinianee (1933)
- Jusiurandum in litem (1937)
- Introduzione allo studio del diritto romano (1944)